# 拉德莫斯布朗峰
拉德莫斯布朗峰（英語：Rudmose Brown Peak），是南極洲的山峰，位於恩德比地，處於赫利山西南面15公里，在1930年1月由探險隊發現，現時由南極條約體系管理。